# Jean-Vincent Puzos
Jean-Vincent Puzos est un décorateur français.

## Filmographie partielle
Sauf indication contraire, les informations mentionnées dans cette section peuvent être confirmées par les bases de données cinématographiques IMDb et Allociné,  présentes dans la section « Liens externes ».
- 1993 : Tout le monde n'a pas eu la chance d'avoir des parents communistes de Jean-Jacques Zilbermann
- 1996 : Tykho Moon d'Enki Bilal
- 2001 : Le Roman de Lulu de Pierre-Olivier Scotto
- 2005 : Lord of War d'Andrew Niccol
- 2005 : Dead Fish de Charley Stadler
- 2008 : 10 000 de Roland Emmerich
- 2012 : Un baiser papillon de Karine Silla
- 2012 : Amour de Michael Haneke
- 2014 : Hercule de Brett Ratner
- 2016 : Seul dans Berlin (Alone in Berlin / Jeder stirbt für sich allein) de Vincent Perez
- 2016 : The Lost City of Z de James Gray
- 2018 : Robin des Bois (Robin Hood) d'Otto Bathurst
- 2021 : Jungle Cruise de Jaume Collet-Serra
- 2022 : Beast de Baltasar Kormákur

## Distinctions
Sauf indication contraire, les informations mentionnées dans cette section peuvent être confirmées par la base de données cinématographiques IMDb,  présente dans la section « Liens externes ».
- Césars 2013 : nomination pour les meilleurs décors pour Amour
- International Online Cinema Awards (INOCA) 2017 : prix Halway des meilleurs décors pour The Lost City of Z